# Herbert Ziergiebel

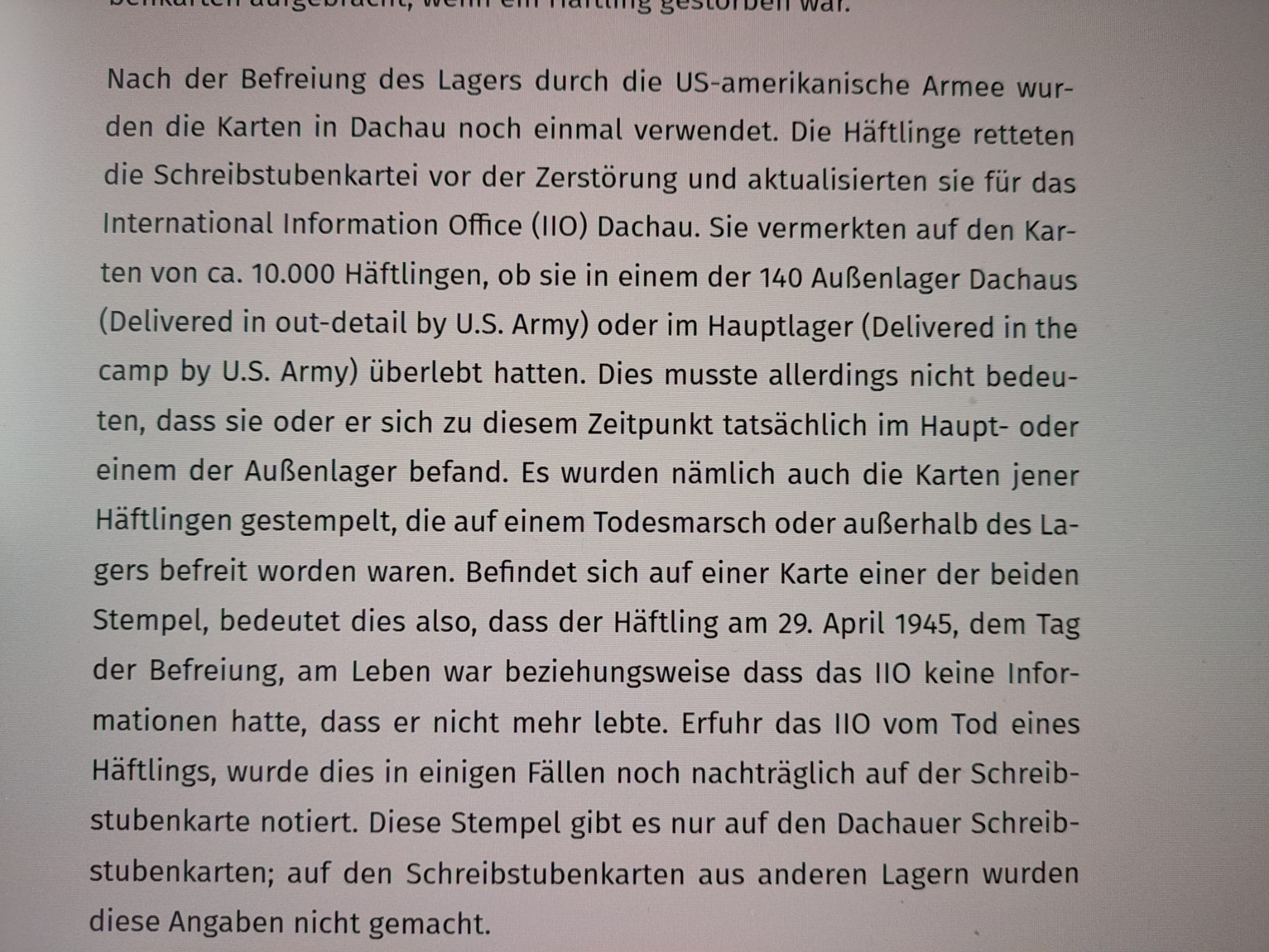

Herbert Ziergiebel (* 27. Juni 1922 in Nordhorn; † 11. September 1988 in Berlin) war ein deutscher Schriftsteller.

## Leben

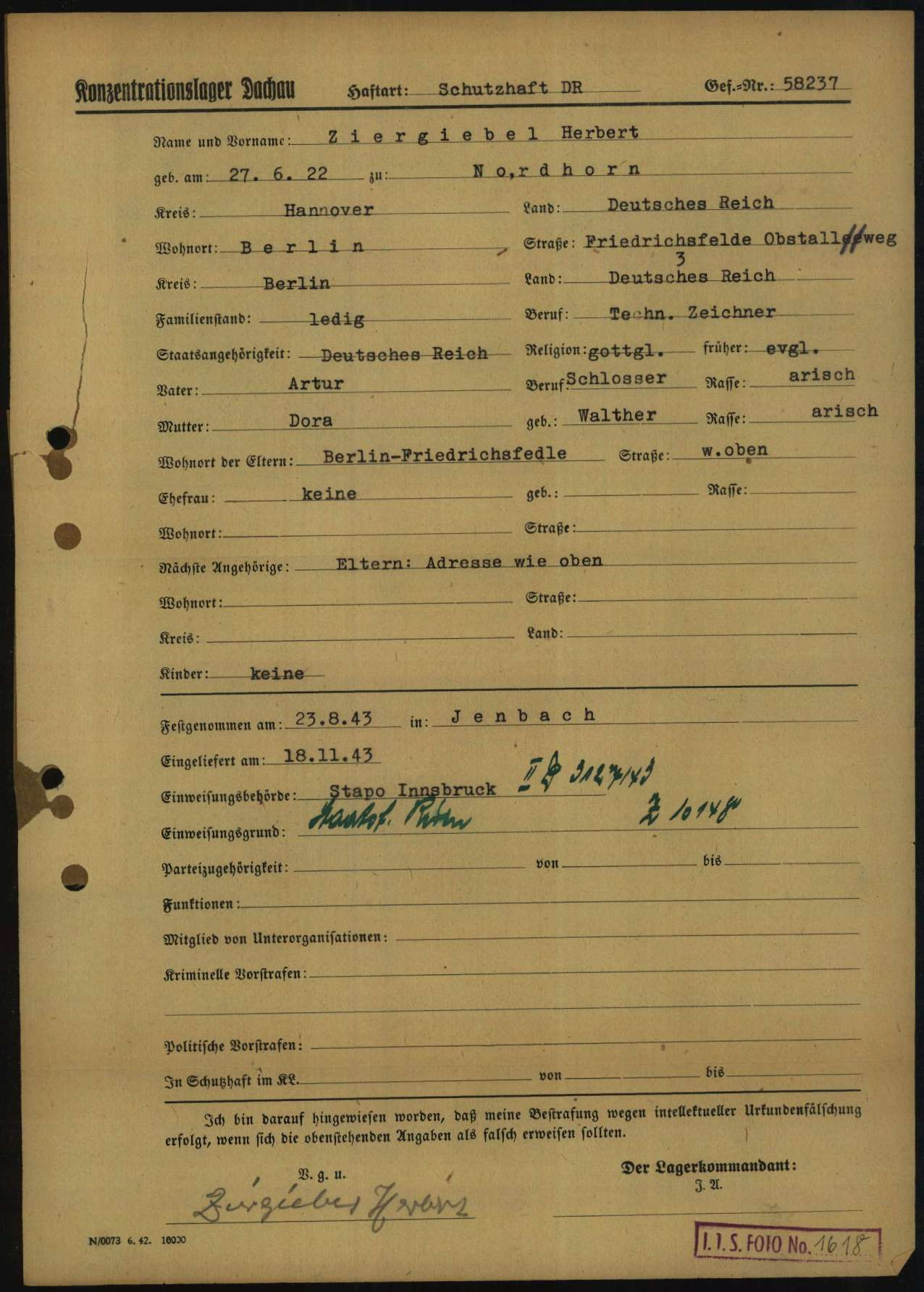
Anmeldeformular von Herbert Ziergiebel als Gefangener im Konzentrationslager Dachau

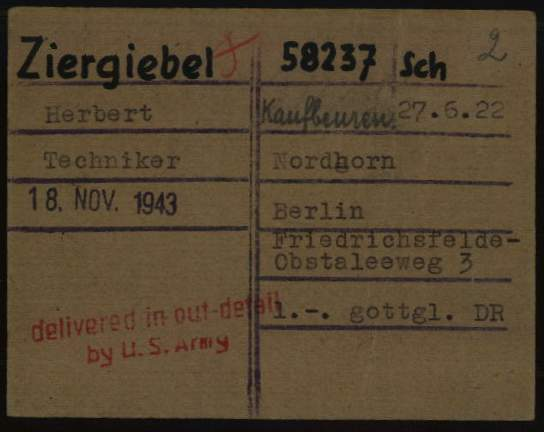
Dachauer Registrierungskarte

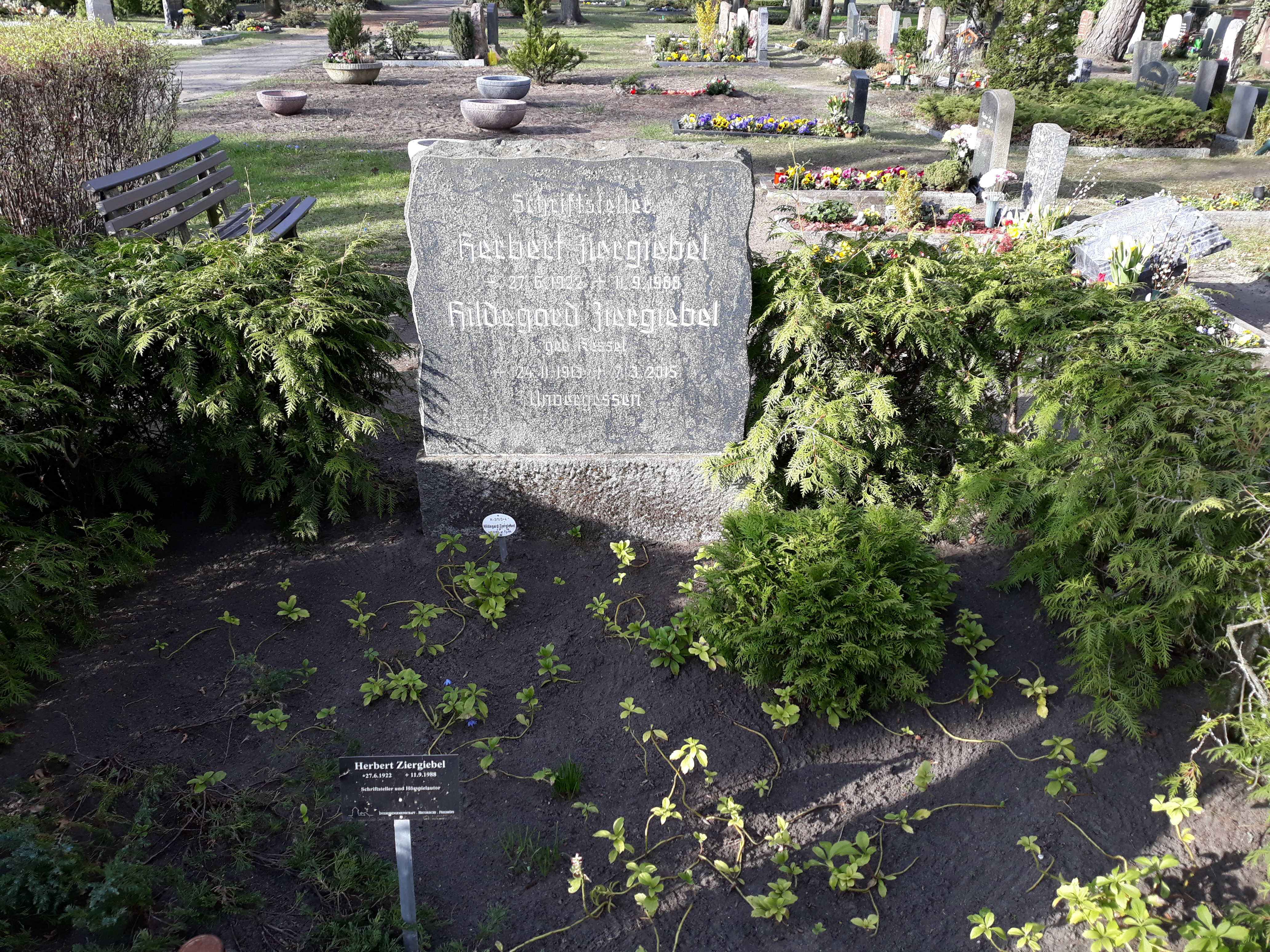
Grab auf dem Karlshorster und Neuen Friedrichsfelder Friedhof

Herbert Ziergiebel wollte ursprünglich Ingenieur werden, erlernte aber zunächst den Beruf eines Schlossers. Während des Krieges arbeitete er als technischer Zeichner und Konstrukteur, was es ihm ermöglichte, Flugblätter gegen die Naziherrschaft zu drucken. Er wurde als deren Verfasser entdeckt, konnte vor einer Verhaftung jedoch zunächst in Tirol untertauchen. 1942 wurde er gefasst und in einem Innsbrucker Gefängnis inhaftiert. Hier gelang ihm die Flucht, doch sein Plan in die Schweiz zu gelangen, scheiterte. Die Geschichte dieser Flucht schildert Ziergiebel in seinem Buch Das Gesicht mit der Narbe (1961), welches 1962 mit Armin Mueller-Stahl und Eva-Maria Hagen in den Hauptrollen unter dem Titel Die letzte Chance verfilmt wurde. Nach gescheiterter Flucht und erneuter Verhaftung wurde Ziergiebel im Jahr 1944 in das Konzentrationslager Dachau verbracht. Aus dem Außenlager Kaufbeuren gelang ihm im April 1945 mit einer Gruppe von zehn Häftlingen, darunter der Luxemburger Joseph Bechberger, die Flucht. Möglich wurde dies dank minutiöser Vorbereitungen der Mithilfe zweier Soldaten der Wehrmacht, die In den letzten Kriegswochen die Lager-SS zu ersetzen hatten und die sich seinen Fluchtplänen anschlossen. Die Registerkarten des KZ wurden nach der Befreiung des Lagers vor ihrer Vernichtung bewahrt. Die Karten der Häftlinge, für die es keinen Todesnachweis gab, wurden mit dem Stempel „delivered by US-Army“ versehen (siehe Foto). Dies bedeutete jedoch nicht, dass sie sich tatsächlich in Dachau oder einem Außenlager befanden und dort befreit wurden (siehe Erklärung aus den Unterlagen des Archivs KZ Dachau). Die Erlebnisse im Konzentrationslager sowie das Thema Flucht fanden in weiteren Erzählungen und Romanen ihren Niederschlag: Die Flucht aus der Hölle (1955), Satan hieß mich schweigen (1962).

### Nachkriegsjahre
Nach dem Krieg studierte Herbert Ziergiebel Philosophie und Geschichte an der Humboldt-Universität zu Berlin. Anschließend arbeitete er als freier Journalist und als Rundfunkredakteur, letzteres beim Berliner Rundfunk. Aus dieser Zeit stammen Hörspiele wie Auf Wiedersehen, Gustav und Wie es kam, daß Kapitän Brown seine Wette verlor (1950). Parallel erschien sein erster Roman Rebellen, der sich dem historischen Stoff Ferdinand von Schill widmete und 1953 veröffentlicht wurde.
Seine journalistische Tätigkeit führte Herbert Ziergiebel an die Tageszeitung Neues Deutschland. Von seinem Einsatzort als deren Korrespondent in Budapest wurde er während des Volksaufstandes 1956 zurückberufen, da seine Berichterstattung nicht der Parteilinie entsprach. Es folgten ein Parteiausschlussverfahren sowie ein faktisches Berufsverbot. Die Veröffentlichung von Hörspielen war Ziergiebel nur noch unter Pseudonym möglich, die Familie geriet in materielle Not.
Fast vergessen ist Ziergiebels Roman Wenn es Tag wird (1963), ein familienbiografisches Werk, das in der Zeit der Weimarer Republik angesiedelt ist.
Nach seiner „historischen Phase“ widmete sich Herbert Ziergiebel der utopischen Literatur, deren prominentester Vertreter in der DDR er wurde. 1966 konnte er beim Verlag Das Neue Berlin seinen vielbeachteten Science-Fiction-Roman Die andere Welt, veröffentlichen. Zentraler Punkt des Romans sind die inneren Konflikte einer Raumschiffbesatzung, die durch einen Unfall ins Weltall hinauskatapultiert wurde. Um die Veröffentlichung dieses wie auch der nachfolgenden Werke utopischer Literatur gab es zermürbende Kämpfe mit der Zensur. Das Buch erlebte später zahlreiche Nachauflagen und wurde ins Tschechische und ins Ungarische übersetzt. Franz Rottensteiner schrieb dazu: „Größere Ambitionen verrät Herbert Ziergiebels Raumfahrtroman Die andere Welt, eine ehrgeizige psychologische Studie einiger havarierter Raumfahrer.“
1972 folgte der Roman Zeit der Sternschnuppen, in dem der Protagonist des Buches von Aliens als potentieller Gefährte für ein irdisches Mädchen, welches vor ein paar tausend Jahren in Babylon lebte und infolge Dilatation kaum gealtert ist, auserwählt wurde.
Es folgten kleinere Arbeiten wie die Science-Fiction-Erzählung Die Experimente des Professors von Pulex (erschienen im Sammelband Der Mann vom Anti) und 1975 unter dem Titel Vizedusa eine Sammlung humoristischer Anekdoten.
Herbert Ziergiebel litt zunehmend unter der Entwicklung, die die sozialistische DDR nahm, und der Zensur und den anderen Einschränkungen, denen besonders er als Schriftsteller ausgesetzt war. Mit der Leitung des Schriftstellerverbandes der DDR verband ihn eine ganze Reihe von Zerwürfnissen, so auch im Zusammenhang mit der Ausbürgerung von Wolf Biermann, gegen die er mit einem Schreiben an die Verbandsleitung protestierte. Er zog sich daher zunehmend auf sein Grundstück Manik Maya in Spreeau bei Berlin zurück, das seinen Lesern auch als Start- und Landeplatz der Raumschiffe aus seinen Romanen bekannt ist. Dort widmete er sich mittels selbst gebauter Fernrohre der Astronomie und begann zu malen.
Die Probleme der Umwelt und die Zukunft der Menschheit sollten dennoch Thema eines weiteren Romans werden, der unter dem Arbeitstitel Am Tag als der Laleb kam  auf mehrere hundert Seiten angewachsen war. Wegen eines rasch fortschreitenden Krebsleidens musste dieser Roman unvollendet bleiben. Herbert Ziergiebel verstarb im Jahre 1988, sein Grab befindet sich auf dem evangelischen Karlshorster und Neuen Friedrichsfelder Friedhof in Berlin-Karlshorst.

## Bibliografie
- Rebellen. Roman um Ferdinand von Schill. Das Neue Berlin, Berlin 1953.
- Die Flucht aus der Hölle. Das neue Abenteuer #59. Verlag Neues Leben, Berlin 1955.
- Der letzte Schleier. Albanische Reisebilder. Mitteldeutscher Verlag, Halle (Saale) 1956.
- Wenn es Tag wird. Tribüne, Berlin 1959.
- Das Gesicht mit der Narbe. Mitteldeutscher Verlag, Halle (Saale) 1959.
- Satan hieß mich schweigen. Mitteldeutscher Verlag, Halle (Saale) 1962.
- Die andere Welt. Phantastischer Roman. Mitteldeutscher Verlag, Halle (Saale) 1966.
- Zeit der Sternschnuppen. Phantastischer Roman. Das Neue Berlin, Berlin 1972.
- Vizedusa und andere merkwürdige Begebenheiten. Erzählungen, Eulenspiegel Verlag, Berlin, 1975.
- Die Experimente des Professors von Pulex. 1975. In Ekkehard Redlin (Hrsg.): Der Mann vom Anti Das Neue Berlin, Berlin 1980.